# アメリカ陸軍弾道ミサイル局

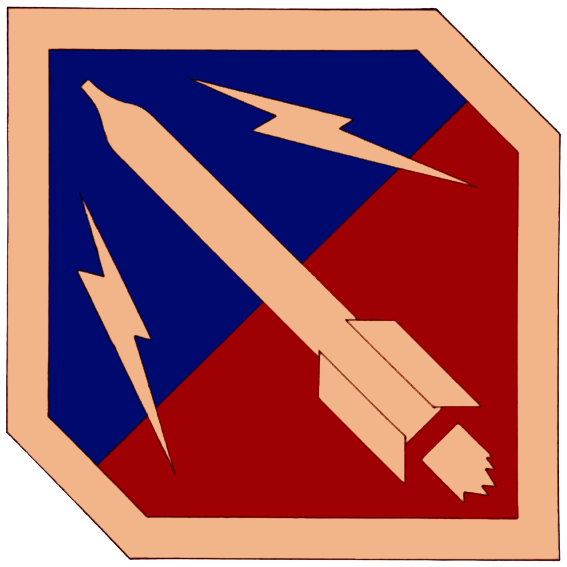
陸軍弾道ミサイル局のロゴマーク

アメリカ陸軍弾道ミサイル局（アメリカりくぐんだんどうミサイルきょく ABMA, Army Ballistic Missile Agency）はアメリカ陸軍にかつて存在した部局。弾道ミサイルおよびロケットの開発を行った。

## 概要
陸軍弾道ミサイル局は1956年にレッドストーン兵器廠で設立された。この頃、アメリカ合衆国政府は、人工衛星の打ち上げはアメリカ海軍が行うこととし、陸軍には弾道ミサイルの開発にあたるように指示していた。陸軍弾道ミサイル局は事実上、ヴェルナー・フォン・ブラウンが指導しており、V2ロケットの発展型であるレッドストーンミサイルの開発を行っていた。
海軍のヴァンガードによる人工衛星の打ち上げは不調であり、その間にソ連が世界初の人工衛星スプートニク1号を打ち上げた。これを受けて、1958年2月1日、陸軍弾道ミサイル局はレッドストーンの発展改良型であるジュノーI（レッドストーンの発展型であるジュピターCを改良したもの）により、アメリカ初の人工衛星であるエクスプローラー1号をケープカナベラル空軍基地から打ち上げ、これに成功した。
なお、陸軍弾道ミサイル局のうち、宇宙開発関連部局はアメリカ航空宇宙局の発足に伴い、1960年までにそちらに統合された。